# Puppenmuseum Dresden

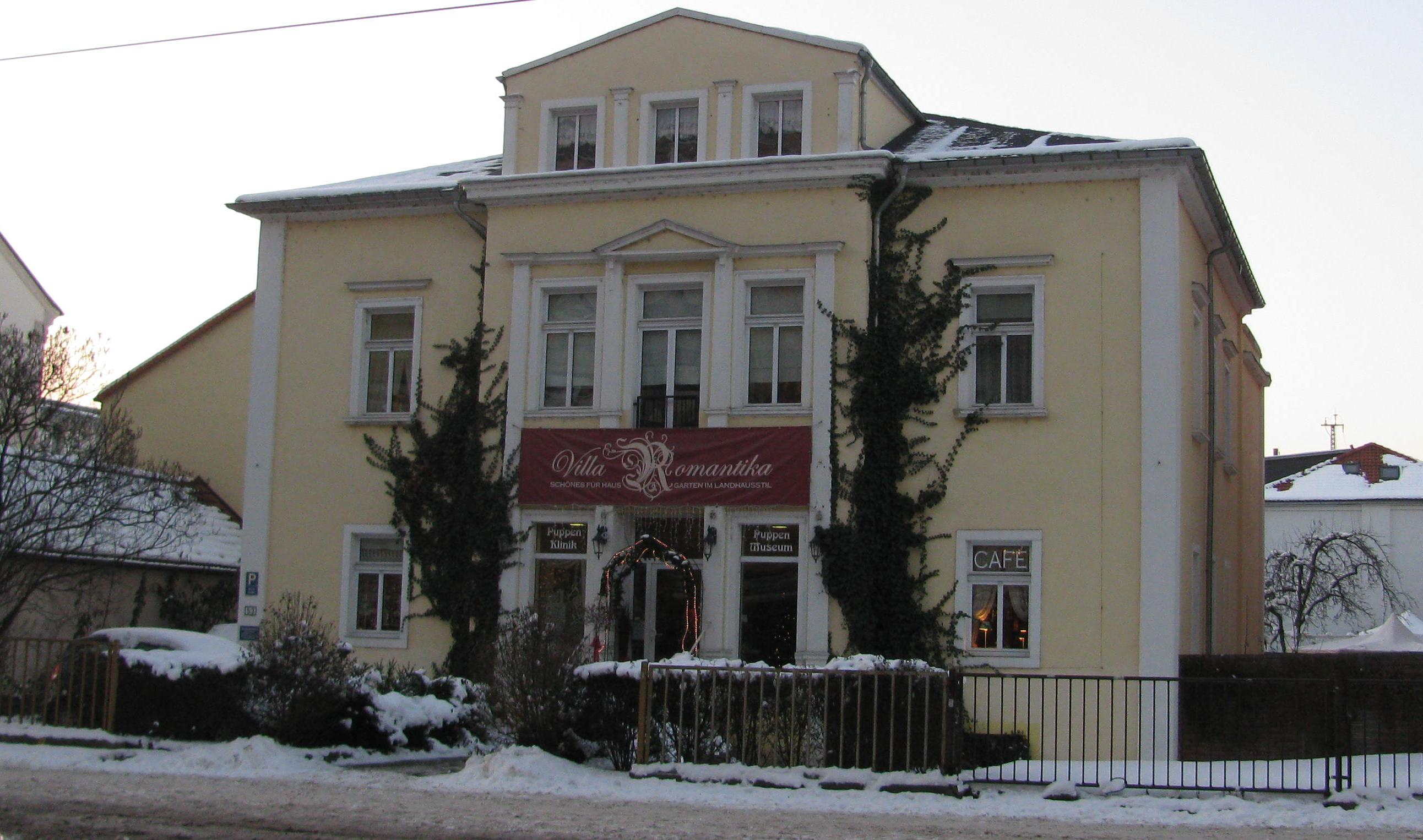
Villa Romantika

Das Puppenmuseum Dresden ist ein Museum, in dem nostalgische Spielzeuge, darunter zahlreiche Puppen, ausgestellt sind. Es wurde im Dezember 2002 eröffnet und 2010 auf unbestimmte Zeit geschlossen. 
Das Museum befand sich bis 2010 in der „Villa Romantika“, einer Dresdner Villa aus der Gründerzeit an der Königsbrücker Straße im Stadtteil Äußere Neustadt. Direkt nebenan liegt das Kino Schauburg. Gegenüber der Villa steht das frühere Wohnhaus von Erich Kästner, dem in der Nähe ein eigenes Museum gewidmet ist. Weitere Dresdner Museen in der Umgebung sind das Kraszewski-Museum und das Militärhistorische Museum der Bundeswehr.
Die Dauerausstellung des Museums besteht größtenteils aus über 500 Puppen und deren Zubehör, darunter Kaufmannsläden, 35 Puppenstuben und sonstige bespielbare Miniaturmodelle, die größtenteils zwischen 1850 und 1950 hergestellt wurden. Der Schwerpunkt liegt auf deutschen Porzellanpuppen. Auch Zelluloidpuppen, Käthe-Kruse-Puppen sowie Teddybären von Steiff und Bing und andere Arten von Kuscheltieren sind auf einer Fläche von etwa 120 Quadratmetern ausgestellt.
Im Museum besteht die Möglichkeit, Puppenköpfe selbst zu basteln, defekte Puppen und Teddybären durch einen „Puppendoktor“ reparieren sowie den Wert von Puppen und Teddybären begutachten zu lassen. Die Museumsleiterin ist Pavica Gottschild.